# Цзяньси
Цзяньси́ (кит. упр. 涧西, пиньинь Jiànxī, буквально: «западнее реки Цзяньхэ») — район городского подчинения городского округа Лоян провинции Хэнань (КНР).

## История
Когда в 605 году при империи Суй Лоян стал Восточной столицей, то западнее реки Цзяньхэ был разбит императорский «Западный сад». После империи Сун начался упадок Лояна, и эти места пришли в запустение.
После Синьхайской революции эти места вошли в состав уезда Лоян (洛阳县). Во время гражданской войны в апреле 1948 года эти места перешли под контроль коммунистов, и урбанизированная часть уезда Лоян была выделена в отдельную единицу — город Лоян, а эти места стали районом № 4 уезда Лоян. С 1954 года началось развитие лоянской промышленности, и в июле 1954 года район № 4 был передан под юрисдикцию города Лоян. В июле 1955 года район № 4 был переименован в район Цзяньси.

## Административное деление
Район делится на 13 уличных комитетов.